# Adrien Helvétius
Jean Adrien Helvétius  (1661 - 1727) foi um célebre médico francês, notabilizado por haver descrito e divulgado as propriedades eméticas da planta brasileira ipeca. Era avô do filósofo Claude-Adrien Helvétius.
Em 1688 Helvétius publicou seu tratado Reméde contre le cours du ventre, onde relata as virtudes terapêuticas da ipeca. Embora estas mesmas já tivessem sido publicadas na obra anterior Historia Naturalis Brasiliae, de Guilherme Piso, foi Helvétius quem granjeou fama e recebeu, ainda, do rei Luís XIV um prêmio de mil luíses de ouro, títulos e honrarias.
Foi ainda membro da Sociedade Real de Londres e da Academia de Ciências de Berlim, e primeiro-médico de Luís XV. Publicou, em 1734, o Traité des maladies les plus fréquentes et des remèdes propres à les guérir.